# جوني أنور
جوني أنور، المعروف أيضًا باسم جوني رابتور (من مواليد 30 أغسطس 1981)، هو مغني وممثل تايلاندي.

## وصلات خارجية
- جوني أنور على موقع ميوزك برينز (الإنجليزية)